# Grand Prix Włoch 1934
Grand Prix Włoch 1934 (oryg. XII Gran Premio d'Italia) – jeden z wyścigów Grand Prix rozegranych w 1934 roku, a piąta spośród tzw. Grandes Épreuves.

## Lista startowa
Na niebieskim tle kierowcy, którzy nie byli zgłoszeni, lecz współdzielili samochód w czasie wyścigu
| Nr | Kierowca             | Zespół                    | Samochód             | Silnik              |   |
| -- | -------------------- | ------------------------- | -------------------- | ------------------- | - |
| 2  | Rudolf Caracciola    | Daimler-Benz AG           | Mercedes-Benz W25    | Mercedes-Benz S-8   | ? |
| 2  | Luigi Fagioli        | Daimler-Benz AG           | Mercedes-Benz W25    | Mercedes-Benz S-8   | ? |
| 4  | Achille Varzi        | Scuderia Ferrari          | Alfa Romeo Tipo B/P3 | Alfa Romeo 2.9? S-8 | ? |
| 4  | Mario Tadini         | Scuderia Ferrari          | Alfa Romeo Tipo B/P3 | Alfa Romeo 2.9? S-8 | ? |
| 6  | Antonio Brivio       | Automobiles E. Bugatti    | Bugatti T59          | Bugatti 3.3 S-8     | ? |
| 8  | Tazio Nuvolari       | Officine Alfieri Maserati | Maserati 6C-34       | Maserati 3.2 S-6    | ? |
| 10 | Hans Stuck           | Auto Union AG             | Auto Union A         | Auto Union 4.4 V-16 | ? |
| 10 | Hermann zu Leiningen | Auto Union AG             | Auto Union A         | Auto Union 4.4 V-16 | ? |
| 12 | Luigi Fagioli        | Daimler-Benz AG           | Mercedes-Benz W25    | Mercedes-Benz S-8   | ? |
| 14 | Carlo Felice Trossi  | Scuderia Ferrari          | Alfa Romeo Tipo B/P3 | Alfa Romeo 2.9 S-8  | ? |
| 14 | Franco Comotti       | Scuderia Ferrari          | Alfa Romeo Tipo B/P3 | Alfa Romeo 2.9 S-8  | ? |
| 16 | Earl Howe            | Earl Howe                 | Bugatti T51          | Bugatti 2.3 S-8     | ? |
| 18 | Goffredo Zehender    | prywatny                  | Maserati 8CM         | Maserati 3.0 S-8    | ? |
| 20 | August Momberger     | Auto Union AG             | Auto Union A         | Auto Union 4.4 V-16 | ? |
| 20 | Wilhelm Sebastian    | Auto Union AG             | Auto Union A         | Auto Union 4.4 V-16 | ? |
| 22 | Ernst Henne          | Daimler-Benz AG           | Mercedes-Benz W25    | Mercedes-Benz S-8   | ? |
| 24 | Louis Chiron         | Scuderia Ferrari          | Alfa Romeo Tipo B/P3 | Alfa Romeo 2.9? S-8 | ? |
| 26 | Whitney Straight     | Whitney Straight          | Maserati 8CM         | Maserati 3.0 S-8    | ? |
| 28 | Hermann zu Leiningen | Auto Union AG             | Auto Union A         | Auto Union 4.4 V-16 | ? |
| 30 | Franco Comotti       | Scuderia Ferrari          | Alfa Romeo Tipo B/P3 | Alfa Romeo 2.9 S-8  | ? |
| 30 | Attilio Marinoni     | Scuderia Ferrari          | Alfa Romeo Tipo B/P3 | Alfa Romeo 2.9 S-8  | ? |
| 32 | Hans Rüesch          | prywatny                  | Maserati 8CM         | Maserati 3.0 S-8    | ? |
| Nr | Kierowca             | Zespół                    | Samochód             | Silnik              |   |

## Wyniki

### Wyścig

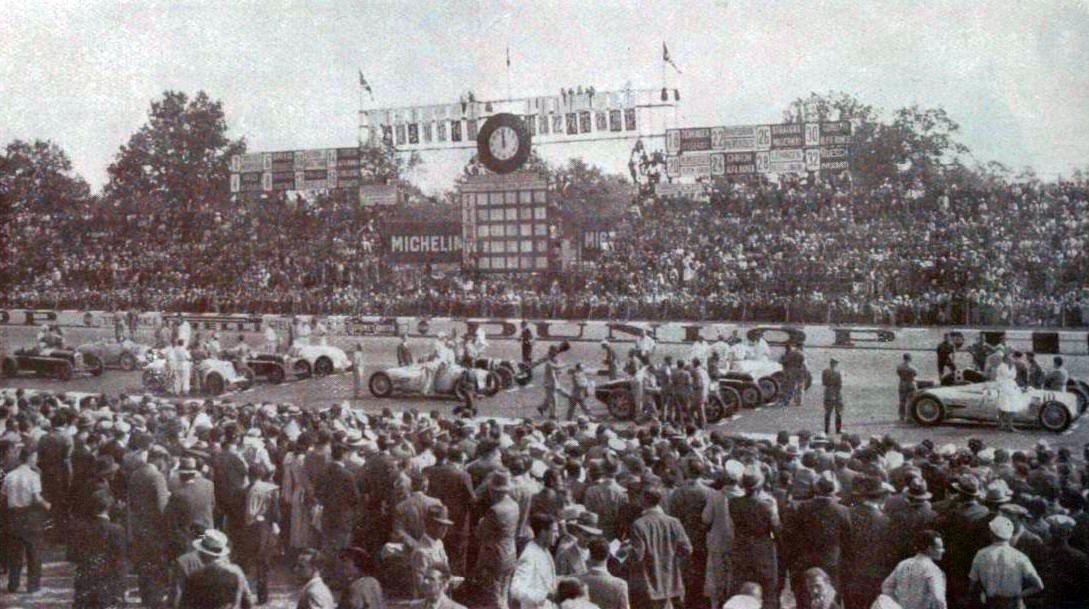
Kierowcy na polach startowych

Źródło: kolumbus.fi
| P                 | + / –     | Nr | Kierowca                           | Konstruktor   | Okr. | Czas / Strata   | Komentarz              |
| ----------------- | --------- | -- | ---------------------------------- | ------------- | ---- | --------------- | ---------------------- |
| 1                 | Bez zmian | 2  | Rudolf Caracciola Luigi Fagioli    | Mercedes-Benz | 116  | 4h45:47         |                        |
| 2                 | 3         | 10 | Hans Stuck Hermann zu Leiningen    | Auto Union    | 115  | +1 okr          | Samochód współdzielony |
| 3                 | 4         | 14 | Carlo Felice Trossi Franco Comotti | Alfa Romeo    | 114  | +2 okr          | Samochód współdzielony |
| 4                 | 8         | 24 | Louis Chiron                       | Alfa Romeo    | 113  | +3 okr          |                        |
| 5                 | 1         | 8  | Tazio Nuvolari                     | Maserati      | 113  | +3 okr          |                        |
| 6                 | 9         | 30 | Franco Comotti Attilio Marinoni    | Alfa Romeo    | 113  | +3 okr          | Samochód współdzielony |
| 7                 | 3         | 20 | August Momberger Wilhelm Sebastian | Auto Union    | 112  | +4 okr          | Samochód współdzielony |
| 8                 | 5         | 26 | Whitney Straight                   | Maserati      | 112  | +4 okr          |                        |
| 9                 | 1         | 16 | Earl Howe                          | Bugatti       | 104  | +12 okr         |                        |
| Niesklasyfikowani |           |    |                                    |               |      |                 |                        |
|                   |           | 4  | Achille Varzi Mario Tadini         | Alfa Romeo    | 97   | Skrzynia biegów | Samochód współdzielony |
|                   |           | 18 | Goffredo Zehender                  | Maserati      | 54   | Hamulce         |                        |
|                   |           | 28 | Hermann zu Leiningen               | Auto Union    | 54   | Brak paliwa     |                        |
|                   |           | 12 | Luigi Fagioli                      | Mercedes-Benz | 13   | Doładowanie     |                        |
|                   |           | 22 | Ernst Henne                        | Mercedes-Benz | 2    | Przegrzanie     |                        |
|                   |           | 6  | Antonio Brivio                     | Bugatti       | 0    | Doładowanie     |                        |
| Zdyskwalifikowani |           |    |                                    |               |      |                 |                        |
|                   |           | 32 | Hans Rüesch                        | Maserati      | 105  | +11 okr         | Pomoc zewnętrzna       |
| P                 | + / –     | Nr | Kierowca                           | Konstruktor   | Okr. | Czas / Strata   | Komentarz              |

### Najszybsze okrążenie
Źródło: teamdan.com
| Nr | Kierowca   | Konstruktor | Czas   | Okr. |
| -- | ---------- | ----------- | ------ | ---- |
| 10 | Hans Stuck | Auto Union  | 2:13,6 | 5    |